# Ulaniwka (rejon żytomierski)
Ulaniwka (ukr. Улянівка) – wieś na Ukrainie, w obwodzie żytomierskim, w rejonie żytomierskim.